# Шахрияр Мамедяров
Шахрияр Мамедяров (на азербайджански: Şəhriyar Məmmədyarov) е азербайджански шахматист и гросмайстор от 2002 г. През януари 2008 г. има ЕЛО рейтинг от 2760, който го поставя на шесто място в света според класацията на ФИДЕ.

## Кариера
През 2002 г. става европейски шампион при децата до 18 години с резултат 10/11 т.
През 2003 г. спечелва световното първенство за юноши до 20 години. Повтаря успеха си през 2005 г. и става единствения двукратен шампион в тази надпревара, постигайки невероятния рейтинг от 2953 след осмия рунд.
През 2005 г. се състезава в Европейската клубна купа и има втория най-висок рейтинг (2913) от всички участници (Василий Иванчук има най-високия).
Мамедяров поделя първо място на Аерофлот Оупън в Москва през февруари 2006 г. с резултат 6,5/9.
На световното първенство през 2007 г. достига до третия кръг, където е отстранен от Иван Чепаринов. Същата година спечелва турнира „Essent“, проведен в холандския град Hoogeveen, без допусната загуба.
Хърватският международен майстор Горан Антунач споделя, че Мамедяров е виртуоз в използването на фигурите, намирайки най-добрите позиции за тях.

## Отборни прояви

### Шахматна олимпиада
Мамедов участва на три шахматни олимпиади. Изиграва 28 партии, постигайки в тях 10 победи и 13 ремита. Средната му успеваемост е 58,9 процента. Няма спечелени медали. През 2004 г. в десетия кръг на олимпиадата в Калвия играе партия срещу българския гросмайстор Александър Делчев, която завършва реми.
| Година | Организатор | Отбор       | Класиране (отборно) | Дъска         |
| 2000   | Истанбул    | Азербайджан | 46                  | Първа резерва |
| 2002   | Блед        | Азербайджан | 30                  | Втора         |
| 2004   | Калвия      | Азербайджан | 22                  | Втора         |